# Medavia
Medavia (Mediterranean Aviation Co. Ltd) (mã IATA = N5, mã ICAO = MM) là hãng hàng không, trụ sở ở Luqa, Malta. Hãng có các dịch vụ chở khách thuê bao và cho thuê máy bay dài hạn. Căn cứ chính của hãng ở Sân bay quốc tế Malta vàSân bay quốc tế Tripoli, (Libya).

## Lịch sử
Medavia được thành lập năm 1978 và bắt đầu hoạt động từ tháng 9/1979, do Libyan Arab Maltese Holding sở hữu 51%, Air Malta 25%, Libyan Arab Foreign Investment (LAFI) 24%, và có 182 nhân viên (tháng 3/2007).

## Đội máy bay
(Tháng 3/2008):
- 1 Bombardier Dash 8 Q100 (bay cho Air Libya)
- 2 Bombardier Dash 8 Q300
- 1 CASA 212-100
- 2 CASA 212-200
- 1 Dornier 328Jet
- 1 Helicopter (chở nhân sự cho hãng dầu khí ở Libya)
- 2 Raytheon Beech 1900D Airliner